# アエティオン (画家)

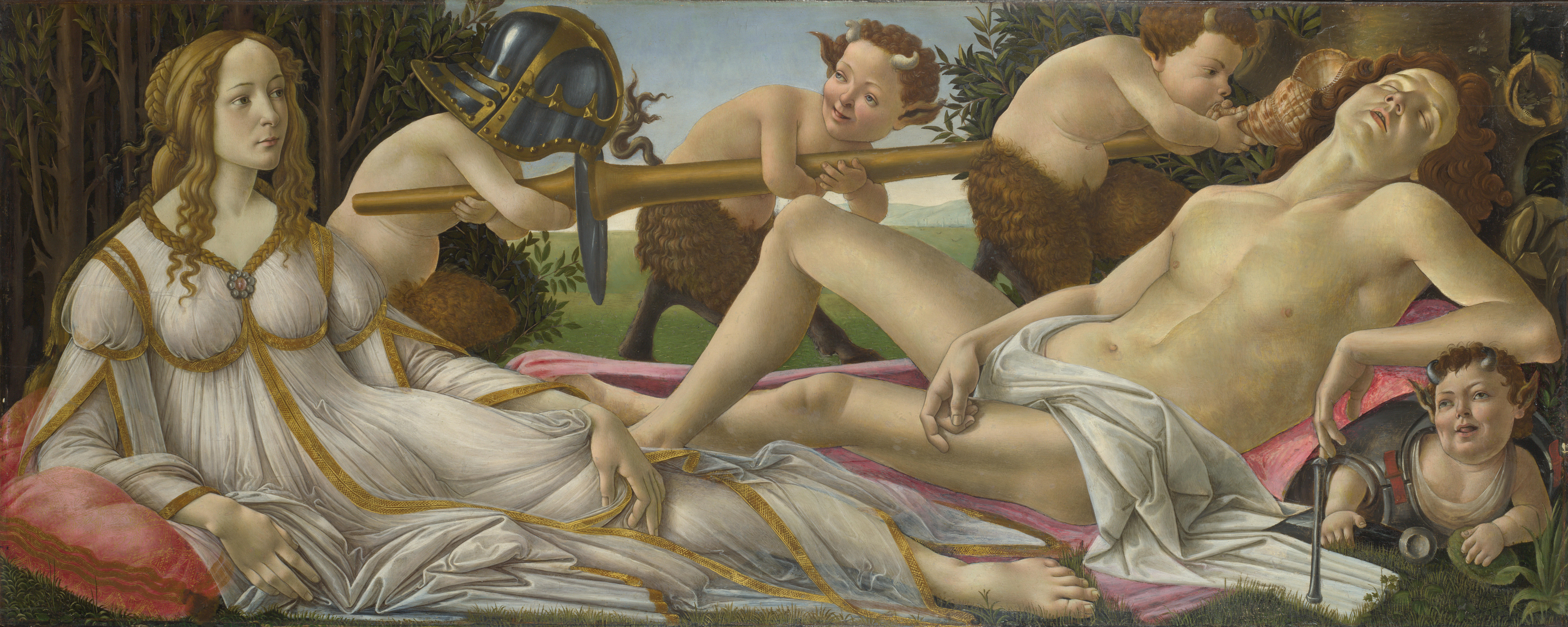
サンドロ・ボッティチェッリの『ヴィーナスとマルス』。

アエティオン（古希: Ἀετίων, Aetiōn）あるいはエキオン（古希: Ἐχίων, Echīōn）は、紀元前4世紀ごろの古代ギリシアの画家である。ルキアノスが『ヘロドトスあるいはアエティオン』においてアレクサンドロス大王とロクサーネの結婚を主題とする絵画を描いたと言及していることで知られる。この絵画はオリュンピア競技祭で展示されたときに賞賛を巻き起こし、審判者の1人プロクセニダス（Proxenidas）が自分の娘を画家に与えたと伝えられている。アエティオンは特に色彩を混ぜ合わせ重ねる技術に優れていたようである。一般的にアエティオンはアレクサンドロス大王の時代に生きていたと考えられているが、ルキアノスの記述は画家がハドリアヌスとアントニヌス・ピウスの時代に生きたことを明確に示している。アロイス・ヒルトは、ルキアノスがアエティオンとして高く評価しているアレクサンドロス大王の結婚を描いた画家の名前はエキオンの転訛であるとしている。
盛期ルネサンスのフィレンツェの画家サンドロ・ボッティチェッリは、ルキアノスのアエティオンの絵画についてのエクフラシスを下敷きにして、『ヴィーナスとマルス』（1483年ごろ、ロンドン・ナショナル・ギャラリー所蔵）を制作した。